# Rob Groenhof
Rob Groenhof (Bombay, 27 augustus 1943) is een Nederlandse leraar en schrijver.
Groenhof werkte als docent Engels op Curaçao. Hij vestigde zich daarna in Nederland, maar zijn heimwee naar de tropen bleef zich manifesteren in het beschrijven van tropische oorden in zijn romans en detectives. Over het eiland Curaçao schreef hij Lokroep der Cariben (1995) en Dodendans op Curaçao (1998). Verder schreef hij onder meer de romans Afgebrand (1996), Geheugenstrijd (2007) en Eilandroes (2012).
- International Standard Name Identifier: 0000 0003 6915 7420
- Nederlandse Thesaurus van Auteursnamen: 139288503
- Virtual International Authority File: 281535782
- WorldCat: E39PBJmpb3brPyBdxFGWPcxMT3